# Référendum constitutionnel nauruan de 2021
Le référendum constitutionnel nauruan de 2021 a lieu à Nauru le 13 novembre 2021, à l'initiative du gouvernement du président Lionel Aingimea, et vise à consulter les citoyens sur une proposition d'amendement constitutionnel abrogeant l'éligibilité des citoyens naturalisés et de leurs descendants à des fonctions politiques de niveau national, c'est-à-dire aux élections législatives. La participation au vote est obligatoire, et le résultat est non-contraignant.
Le projet est approuvé à une large majorité d'un peu plus de 71 % des suffrages exprimés, pour un taux de participation de plus de 82 %. Le gouvernement le met par conséquent en œuvre par voie parlementaire.

## Contexte

### Citoyenneté de Nauru
La Constitution de Nauru, qui entre en vigueur lorsque le pays accède à son indépendance vis-à-vis de l'Australie en 1968, confirme la citoyenneté automatique des habitants autochtones de l'île. La Constitution dispose dans son article 73 que le gouvernement peut accorder la citoyenneté nauruane à une personne apatride née à Nauru, dans son article 74 que l'épouse d'un citoyen nauruan peut être naturalisée à sa demande, et dans son article 75 que le Parlement peut légiférer pour étendre le droit à l'obtention de la citoyenneté. 
La loi de nationalité de 2005 autorise la double nationalité, et étend aux hommes le droit à la naturalisation par le mariage, qui jusque lors n'était autorisé qu'aux femmes. La loi de citoyenneté de 2017 accorde la citoyenneté à la demande aux personnes nées à Nauru de parents étrangers, à la condition que ces personnes aient résidé à Nauru pendant au moins vingt ans (art. 11) ; aux personnes nées à l'étranger de parents nauruans, ou de parents ayant renoncé à leur citoyenneté nauruane à condition qu'au moins un des grands-parents de la personne ait toujours la citoyenneté nauruane (art. 12) ; aux étrangers ayant épousé un ou une Nauruane, à condition d'avoir résidé au moins sept ans à Nauru avec son époux ou son épouse et de s'engager à vivre à Nauru, ainsi que d'avoir un casier judiciaire vierge (art. 13) ; et aux enfants adoptés par au moins un ou une personne ayant la citoyenneté nauruane (art. 14 et 15). Cette loi de 2017 abroge par ailleurs la discrimination contre les hommes, qui sous la loi de 2005 devaient être mariés à une Nauruane pendant au moins dix ans avant de prétendre à la naturalisation, tandis que les femmes obtenaient immédiatement la citoyenneté nauruane en épousant un Nauruan.
Entre 2013 et 2016, trente-cinq personnes obtiennent la citoyenneté nauruane par naturalisation. Cent-dix-huit personnes sont naturalisées juste avant les élections de 2019.

### Antécédent à la restriction d'éligibilité des personnes non-autochtones
En mars 2008, le président du Parlement de Nauru, David Adeang, convoque les députés d'opposition à une séance parlementaire de nuit, sans en informer les membres de la majorité, et leur fait adopter une proposition de loi de citoyenneté révoquant les mandats parlementaire et exécutif de tout élu ayant une double nationalité - en l'occurrence, les ministres Kieren Keke et Frederick Pitcher. La Cour suprême de Nauru casse cette loi, adoptée de manière anticonstitutionnelle.
David Adeang devient par la suite le ministre de la Justice dans le gouvernement autoritaire du président Baron Waqa (2013-2019), accusé de multiples atteintes à l'État de droit, dont l'expulsion de Kieren Keke et de quatre autres députés d'opposition,. Son assistant au ministère de la Justice, Lionel Aingimea, est élu président de la République par le Parlement en 2019.

## Organisation de la consultation populaire
Le 29 octobre 2021, le gouvernement publie une notice dans la gazette du gouvernement, informant les citoyens qu'une consultation publique sera organisée le 13 novembre et que la population aura à répondre à la question suivante (posée en anglais) :
« Faudrait-il réserver la possibilité d'être député au Parlement, y compris d'être président de la République ou ministre, aux Nauruans et à leurs descendants devenus citoyens de Nauru en 1968 lorsque la Constitution est entrée en vigueur ? »

"Should the membership of Parliament including the Office of the President and Ministers be reserved for Nauruans and their descendants, who became Nauruan citizens in 1968, when the Constitution came into force?"

La notification précise que voter est obligatoire, mais ne précise aucune raison ni aucun contexte pour cette consultation. Comme lors d'élections législatives, une personne s'abstenant de voter encourrait une amende pouvant atteindre A$ 100,.
Chargée d'organiser la consultation et d'informer les citoyens, la commission électorale explique, en réponse aux questions d'habitants : « C'est une enquête d'opinion. Elle n'est pas contraignante et n'obligera aucune modification de la Constitution. Le gouvernement essaie de sonder les opinions des Nauruans à ce sujet avant d'agir concrètement pour modifier la Constitution ». En réponse à une citoyenne qui demande si la question porte sur le fait d'être « un Nauruan de sang » et qui souhaite savoir « Si je vote oui, à quoi est-ce que je donne mon accord, pouvez-vous clarifier ? Si je vote non, à quoi est-ce que j'exprime mon désaccord, pouvez-vous clarifier ? », la commission répond : « Demandez à votre député de répondre à cette question, s'il vous plaît. La commission électorale a pour instruction d'organiser cette consultation, mais n'a pas d'informations au-delà de la formulation de la question ».

## Résultats
| Pour                      | 4 572 | 71,19 |  |  |
| Contre                    | 1 850 | 28,81 |  |  |
|                           |       |       |  |  |
| Votes valides             | 6 422 | 98,95 |  |  |
| Votes blancs et invalides | 68    | 1,05  |  |  |
| Total                     | 6 490 | 100   |  |  |
| Abstention                | 1 413 | 17,82 |  |  |
| Inscrits/Participation    | 7 903 | 82,12 |  |  |

## Suites
Le 16 décembre, le président Aingimea déclare au Parlement que son gouvernement a reçu un mandat clair de la part de la population pour restreindre l'éligibilité aux élections législatives « aux citoyens nauruans nés avant 1968 ». En mars 2022, le gouvernement introduit au Parlement un projet de loi visant à amender l'article 31 de la Constitution de Nauru, article qui dispose des conditions de non-éligibilité des citoyens aux fonctions parlementaires (condamnation pour crime ou délit, maladie mentale, faillite...). Le projet d'amendement réserverait l'éligibilité aux élections législatives (et par extension aux postes de ministres et de président de la République) aux personnes ayant la citoyenneté nauruane en vertu de l'article 71 de la Constitution (c'est-à-dire les autochtones nés avant 1968), ainsi qu'à leurs descendants. Il abrogerait l'éligibilité de tous les autres citoyens, c'est-à-dire des personnes naturalisées et de leurs descendants. Les enfants et autres descendants d'un couple comprenant une personne autochtone et une personne naturalisée conserveraient leur éligibilité.
Le projet d'amendement est adopté et entre en vigueur le 8 juin 2022, créant les sections (h) et (i) de l'article 31 de la Constitution, qui dispose dès lors : « Nulle personne n'est éligible à devenir membre du Parlement si elle [...] (h) a acquis la citoyenneté nauruane par naturalisation en application d'une loi adoptée par le Parlement en application de l'article 75 [de la Constitution], ni si elle (i) est citoyenne de Nauru et est l'enfant ou le descendant d'une personne ayant acquis la citoyenneté nauruane par naturalisation en application d'une loi adoptée par le Parlement en application de l'article 75, si l'autre personne [l'autre parent ou ancêtre] est citoyenne nauruane par naturalisation ou n'est pas citoyenne de Nauru au regard de l'article 71 [de la Constitution] ou ne descend pas d'une personne devenue citoyenne de Nauru en vertu de l'article 71 ».